# De Lawine
De Lawine was een stadskrant die in de jaren tachtig van de twintigste eeuw verscheen in de stad Groningen. De krant, die op 2 november 1982 voor het eerst werd uitgebracht, was vooral een reactie op het nieuwsmonopolie dat de enige regionale krant in Groningen, het Nieuwsblad van het Noorden, had. De Lawine werd volledig geproduceerd door vrijwilligers en verscheen eens per twee weken. De redactie van de Lawine was gevestigd in Union, een gekraakte voormalige textielfabriek aan de Oosterhamrikkade. De krant werd gedrukt op de persen van de Nieuwe Dockumer Courant. Nadat De Lawine in 1986 door geldgebrek en een tekort aan vrijwilligers in de problemen was gekomen, werd het blad opgeheven. Het laatste nummer verscheen op 17 juni van dat jaar.

## Bekende oud-medewerkers
- Rokus Hofstede
- Pluis
- Mirjam de Rijk
- Piet van der Ploeg[4]
- Jelle van der Meer[5]